# Пьер Рожер де Кабаре
Пьер Роже де Кабаре (фр. Pierre Roger de Cabaret, окс. Pèire Rogièr de Cabaret; около 1180 — 1229) — феодал области Кабардес и военный лидер сопротивления Окситании в течение Альбигойского крестового похода
Он унаследовал от своего отца замок Ластур (Кабарет), которым владел согласно окситанским законам в равной доле со своим братом Жордином де Кабаре. Он был покровителем музыкантов, в том числе Пьера Видаля и Рамона Мираваля, который в ходе посещения замка написал несколько хвалебных песен, посвященных его жене Бруниссенде и свояченице Этьенетте де Пеннотье, де Кабарет, которая слыла первой красавицей Каркассона. Однако, в дальнейшем она заслужила нелестную славу женщины жестокой и беспринципной, а также прозвище «волчица» (la Loba), что на местном диалекте было равнозначно слову «блудница»
К востоку от Саксагесиума или страны Саисака простиралась область Кабаре (от оксит. Cap (голова) и Ariet (баран) — голова барана. Гора напоминала голову барана) или Кабардес на южных склонах Черных Альп. Считается, что все деревни, занимающие эти высоты, имели в начале XIII века свои независимые замки и их сеньоров; в реестрах инквизиции упоминаются несколько раз о таких семьях как Рокефер, Мираваль и Сальсин.
Все эти феодалы образовали общность баронов Кабардеса, главным местом или центром для которых были укрепленные замки Кабарет.
Их лидером был Пьер Роже, который занимал гору Кабаре от имени графа Тулузы и виконта Каркассона. Он был еретиком, тем не менее спокойно принимающим католических епископов и диаконов. В 1199 году дьякон Арно Не провел несколько проповедей в замках Кабарет. Среди его слушателей были Пьер Роже де Кабаре, Бернард де Мираваль, Пьер Раймон де Сальсин, Пьер де Лоре (de Laure) и Гоцел де Мираваль, который сообщил эти факты инквизиторам в 1243 году.
Пьер Роже был вассалом и близким другом Раймонд-Роже Транкавеля виконта Каркассона, с кем пережил осаду города в 1209 году. В Каркассоне занимал должность заместителя виконта (vicar) председательствовал в суде во время его отсутствия. Согласно свидетельствам, он отговорил виконта Раймонд-Роже от безумного плана встретить крестоносцев в поле боя, и посоветовал ему держать оборону внутри города, из-за существенного численного перевеса атаковавших. Однако город все же пришлось сдать, поскольку Каркассон испытывал острую нехватку питьевой воды, ввиду наплыва беженцев из предместий, а также боевой операции крестоносцев, отрезавшей город от единственного источника воды. Горожане тем не менее были спасены благодаря виконту, однако сам виконт Раймон Роже был убит крестоносцами, когда отправился к ним в лагерь на переговоры.

## Война с захватчиками

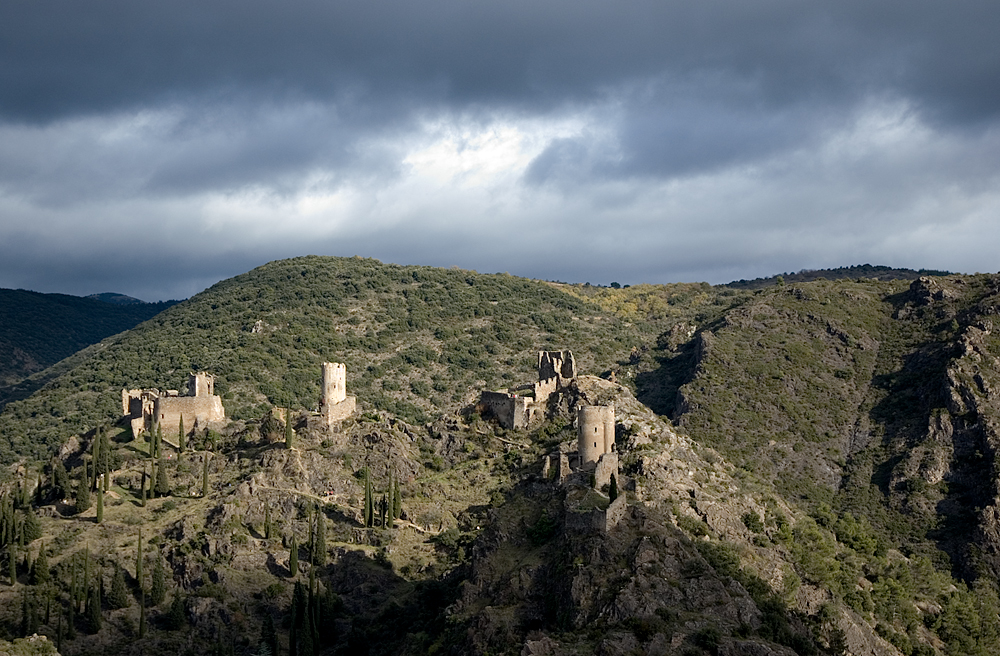
Замки Ластура слева на право: Кабарет, Башня Королевы (построена после 1230 года) Квертиню и Судерспин

В ходе Крестового Похода против альбигойцев замок Кабарет был одним важных центров сопротивления захватчикам. В нём укрывались катарские епископы и миряне, а также дворяне не желавшие мириться с бесчинствами крестоносцев. К их числу принадлежал близкий друг Пьера Роже — Раймонд де Термес, а также Аймери де Монреаль, поначалу присягнувший Монфору, но впоследствии отказавшийся от своей клятвы. Осенью 1209 замок был осажден войсками Симона де Монфора, однако он успешно выстоял осаду. Не сумев овладеть замком войска Монфора принялись опустошать окрестности. Вторую неудачную попытку взять замок предпринял Бучард де Марли. О неудачной осаде не сообщает Песнь о Крестовом походе против альбигойцев, но упоминает косвенно в лайсе 41. В котором говорится что Бучард де Марли племянник Симона де Монфорт, а которому он предполагал отдать Кабарет во владение, покинул местность с большими потерями в людях и получил от него земли Сассиак. Через некоторое время Бучард предпримет третью попытку взять Кабарет, но сам попадет в плен к Пьеру Роже, и проведет в плену два года. Однако Симон де Монфорт, очевидно, не располагал никакой информацией о его местонахождении, так как не предпринимал никаких попыток к его освобождению.
Бучард де Марли считался пропавшим без вести. Его мать баронесса де Марли разыскивала сына. В 1210 году, упоминается что во время взятия Миневры она находилась в лагере Монфорра и спасла от костра трех женщин катарок, убедив их перейти в лоно католической церкви и взяв их под свою защиту. 
Летом, Песнь о крестовом походе в лайсе 54-56 сообщает, что сеньор Кабарет Пьер Роже вместе с верными людьми совершил вылазку из замка и сжег осадные машины приготовленные для отправки в Термес по реке Оде, однако ветер и погода помешали огню распространиться слишком сильно. В отместку за эту дерзкую вылазку, Симон де Монфорт отправляет в Кабарет 100 ослепленных людей с отрезанными носами из числа захваченных пленников в ходе осады Брама, чтобы устрашить защитников замка, называя это «божьим делом». О чём говорит хронист Пьер де Во-де-Серне.

## Сдача замка
Пьер Роже де Кабаре и сеньор замка Термес - Раймонд де Термес были друзьями и поддерживали друг друга в ходе кампании Монфора. Они оба были в числе дворян Каркассона отказавшихся присягнуть Монфору после смерти Раймонда Роже Тренкавеля. Раймонд де Термес помогал Пьеру Роже в ходе первой осады замка Кабарет. Однако именно замок Термес стал главной мишенью Монфора. Замок героически оборонялся, но испытывал нехватку воды. Остатки воды в цистерне замка испортились и покрылись водорослями. Даже когда пошел ливень и наполнил цистерны вся вода была уже заражена и в замке вспыхнула эпидемия. Защитники были истощены. Раймонд сумел тайком отправить свою семью из замка, пытался покинуть замок сам, но был схвачен и брошен в тюрьму в 1210 году, где и вскоре умер. А замок сдан почти без боя.
Падение Термеса, после Минервы, имело колоссальный резонанс в Окситании и нанесло сильный удар по духу сопротивления южан, защищающих катаров: " Когда стало известно, что Термес пал, самые сильные замки сдались без единого удара! (Guilhem de Tudèle, La Canso , Song of the Albigensian Crusade, начало XIII века). Упрямство Симона де Монфора становится легендарным, и он завоевывает репутацию непобедимого военачальника. Замки Кустоусы, Альбедуна и Пуйверта, открыли свои ворота крестоносцам.
В марте 1211 года Педро Арагонский признал Симона Монфора как виконта Безье и Каркассона и своего вассала в январе того же года произошло повторное отлучение Раймонда VI, графа Тулузы папским легатом, в апреле папа подтвердил её. Это означало, что Раймонд больше не считался крестоносцем, а его владения не защищались папой.
Аймери де Монреаль один из союзников Пьера Роже, до этого укрывавшийся в замке покидает Кабарет со своими людьми и идет на примирение с Симоном де Монфором, и уступает ему часть своих земель, покидая этот оплот сопротивления в крае. Этот шаг окончательно деморализовал защитников, так как Аймери был внутри замка и располагал информацией о легких подступах к нему. В случае если он бы передал эти сведения Монфору — взять замок, доселе неприступный было бы гораздо проще. Аймери позже ещё пожалеет о своем шаге, когда Монфор двинет свое войско на разграбление замка его сестры Героды. И Аймери, встав на её защиту, поплатится за это жизнью.
Помня о том как жестоко крестоносцы обращаются с пленными а так же трезво оценивая шансы замка выстоять ещё несколько осад без надежды на подкрепление, теперь когда Монфор может собрать гораздо большие силы, Пьер Роже решает вступить в переговоры, целью которых было сохранение жизни всем людям укрывшимся в замке включая катаров, позволив им беспрепятственно покинуть Кабарет, уйдя в безопасное место. В переговорах ему вызывается помочь его пленник Бучард де Марли, с которым за все прошедшее время его плена ему удалось установить доверительные отношения.
Пьер Роже идет на большой риск, освобождая Марли, и следует с ним и ещё несколькими верными людьми прямо в лагерь Мофора, где его могут бросить в тюрьму а потом убить как виконта Транкавэля, который фактически обменял свою жизнь на жизнь горожан Каркассона. Но Марли держит свое слово, и Пьер Роже остается жив, вступает в переговоры с лидером крестоносцев Симоном де Монфором. Монфор и его приближенные считают чудесное спасение племянника, которого давно похоронили, божьим чудом. Видя что он в добром здравии, полон сил свободен — Монфор идет на уступки и выполняет все требования Пьера, которые поддерживает так же и спасенный Марли. Кабарет передается в управление Бучарду Марли, в обмен на полную безопасность всех находящихся в нём людей. (лайсе 63-67) Помимо этого сеньорам Кабарет Пьеру и Жордину в обмен на конфискованный замок передаются у управление земли возле Безье. При условии что они оба присягнут Монфору и пообещают не вести с ним никаких боевых действий и не поддерживать повстанцев. Оба брата идут и на это. Пьер сдержал свое слово и не выступал против крестоносцев вплоть до смерти Монфора под стенами Тулузы в 1218 году.

## Возврат замка и смерть
После смерти Симона Монфора и по возвращении из вынужденного изгнания графа Тулузы с сыном, Пьер Роже вновь присоединился к борьбе против крестоносцев и поддержал притязания на Каркассон младшего Трэнкавеля, сына своего бывшего сеньора. Тем не менее его брат Жордин не присоединился к файдитам, а перешел на сторону французов. 1228 он был захвачен в ходе осады Хаутпола обороняющейся стороной и был казнен как предатель в тюрьме Тулузы в этом же году Что заставило Жордина принять такое решение и фактически предать брата неизвестно. Возможно он руководствовался давлением данной при сдаче замка Кабаре присяги французам, а возможно сыграли роль старые обиды связанные с изменой жены Этьеннеты «волчицы» де Пеннатиер, которая опозорила открытой сексуальной связью с графом де Фуа, и родив ему внебрачного ребёнка. Таким образом граф де Фуа, один из предводителей повстанцев стал личным врагом Жордина. И Жордин выбрал сторону крестоносцев чтобы поквитаться с ним и его семьей.
В 1222 году Пьер Роже в ходе освободительной войны файдитов вернул контроль над замком Кабарет, Теперь здесь совместно правили Пьер Роже де Кабаре, его старший сын Пьер де Лоре (Lauran) и муж старшей дочери Новы — Бернар Отон де Ниор.В 1223 году в Кабаре поселился катарский епископ Пьер Изар и, по свидетельствам Раймонда Эффра, произносил там проповеди перед местным дворянством. Другие епископы будут также проживать в Кабаре, например, Арно О (Arnaud Hot) и Гиро Аби (Guiraud Abit).
1229 после подписания договора в Мо, по которой Раймунд VII предательским образом передавал все земли Транквелей, включая Кабардес и Ластур, вотчину Пьера Роже французской короне, а сам признавал себя вассалом короля, обязуясь пресечь деятельность еретиков и всех кто их поддерживает — все успехи файдитов по отвоеванию своих земель были уничтожены. В том же году замок осадили французские войска во главе с Гумбертом де Божё. Несколько атак на замок были отбиты, но защитники замка не располагали ресурсами для длительной обороны и потому замок скоро пал. О Пьере Роже больше не появляется никаких сведений. И по всей видимости он погиб во время осады. Однако его сыновья и жена и прочие родственники успели бежать.

## Семья
О родителях Пьера Роже и его брата Жордина нет точных сведений, однако известно что они оба очень рано вступили в права наследования. И по видимому это было связано с тем что они оба очень рано осиротели. В 1191 Пьер уже дал присягу новому виконту Каркассона как полноправный владелец замка Кабарет, значит ему было на тот момент больше 14 или 14 лет, именно с этого возраста дворяне Окситании обретали право давать клятвы и управлять землями. Оба брата очень рано заключили не слишком выгодные браки. Жордин же вовсе очень скоро оставил свою жену в виду её открытой измены.
Известны ещё несколько лиц, носящих фамилия Кабарет но не упоминавшихся среди проживающих в замке. Степень их родства сложно установить так как большинство документов этого времени и церковных записей утеряно. Это Роджер де Кабарет вероятно отец двух братьев, на тот момент покойный, сеньор Монтгискард (Montgiscard) и Сент-Симон (Saint-Simon). Он был женат на даме Берангерии де Монтгискард во втором браке вероятно де Рокевиль (Bérangère de Roqueville). В дальнейшем семья Рокевиль будет всячески отрицать свое родство с сеньорами Кабаре, видимо по причине их принадлежности к «гнезду еретиков» и боязни попасть под репрессии церкви, тем самым внеся много путаницы в дальнейшее изучение истории родственных связей. Однако частота допросов представителей семьи Рокевиль инквизицией на эту тему однозначно указывает на то что родственные связи были самые близкие.
Берангерия была близкой подругой и компаньонкой графини Фуа, жены Раймунд Роже де Фуа — Филлиппы де Монкада (1170—1222) на склоне лет приняла катарское посвящение в «Совершенные» (parfaite). Она была сожжена за ересь в 1233 в Мюре по доносу её младшего сына от второго брака - Сикарда де Рокевиль. Даты её жизни позволяют датировать годы рождения её старших сыновей от первого брака — Пьера и Жордина как период конца 1170-х начала 1180-х. Что так же соотносится с возрастом старших детей Пьера.
Так же существовала сестра Роджера Беатрис (тетка братьев Кабарет) о которой упоминается единожды, в числе беженцев из Кабарет нашедших временное убежище от инквизиции в Хаутполе в 1235 году вместе с вдовой Пьера-Роже Бруниссендой — об этом факте давал показания инквизиции хозяин Хаутпола — Жан Блан де Хаутпол. В том же отрывке указывается и что в замке проживала престарелая женщина с именем Ауструга и которая так же была в числе беженцев, и имя которой имеет иудейское происхождение и было довольно распространенным в среде провансальских евреев. В архивах она называна "женщиной Роджера де Кабарет"отца братьев Пьера и Жордина (однако маловероятно что она была его женой). Что говорит об атмосфере веротерпимости в окситанском обществе, где люди разного национально происхождения и разной веры могли проживать под одной крышей, и не испытывали никаких разногласий.
Пьер Роже де Кабаре был женат на даме Бруниссенде, которая перенесла с ним все тяготы дальнейшего изгнания. О её происхождении ничего не известно, по видимому она не принадлежала к какой-либо известной семье того времени. У пары было трое детей — дочь Нова (Родилась между 1201 и 1207 и по-видимому была самой старшей из детей. Она вышла замуж за Бернарда Оттона де Ниора. Общий сын — Бертран, который уже в 1232 году принимал участие в военных операциях вместе с отцом, а значит не мог быть рожден позже 1220 года) , сын Жордин (родился между 1209 и 1215 годом), который присоединился ко второму восстанию в 1240, и так же участвовал в 1242 году в резне инквизиторов в Авиньоне, а в 1260 его имя упоминается в бумагах о передаче прав на замки Мираваль французской короне в обмен на часть доходов с церкви святого Назария в Каркассоне. и сын Пьер Лоре (Lauran) получивший имя по называнию области, которой он управлял. Он был женат на Маркисе де Гильем с 1223 года, которая после его смерти как и многие вдовы файдитов добилась реабилитации мужа. У пары был сын, называнный в честь деда — Пьер-Роже

## Weblinks
- Loba de Pennautier (franz.)
- http://gallica.bnf.fr/ark:/12148/btv1b60006868/f20.image
- http://www.catharcastles.info/lastours.php#cathar